# Raymond de Saussure
Pour les articles homonymes, voir Saussure.
Raymond de Saussure, né le 2 août 1894 à Genève, où il meurt le 19 octobre 1971, est un psychiatre et un psychanalyste suisse.

## Biographie
Raymond de Saussure naît le 2 août 1894 à Genève. Il est issu d'une famille de savants genevois, son père, Ferdinand de Saussure, est un linguiste reconnu.
Il fait ses études de médecine à l'université de Genève et à Zurich, puis se forme en psychiatrie à Paris, Vienne et Berlin. Première psychanalyse avec Freud et deuxième avec Franz Alexander à Berlin. Il est l'un des fondateurs de la Société psychanalytique de Paris et l'un des pionniers de la diffusion des idées de Freud en France et en Suisse romande. Il est devenu membre de la Société suisse de psychanalyse. De retour d'un séjour à New York en 1952, il est devenu avec, Michel Gressot, l'un de ceux qui ont développé la psychanalyse en Suisse romande tout en gardant d'étroits liens avec la France. Il a aussi été l'un des fondateurs de la FEP (Fédération européenne de psychanalyse) en 1966.

## Publications
- La Méthode psychanalytique (préface de Sigmund Freud), Payot, Lausanne-Genève, 1922
- « Métapsychologie du plaisir », 1958, (rééd. in Psychothérapie, vol 1, n02, éd.: Médecine et Hygiène, 1981)
- Avec Léon Chertok, Naissance du psychanalyste. De Mesmer à Freud, Paris, Payot, 1973, (rééd. Les Empêcheurs de penser en rond / Synthélabo, 1997  (ISBN 2-908-60288-1))